# Podhled (fotografie)

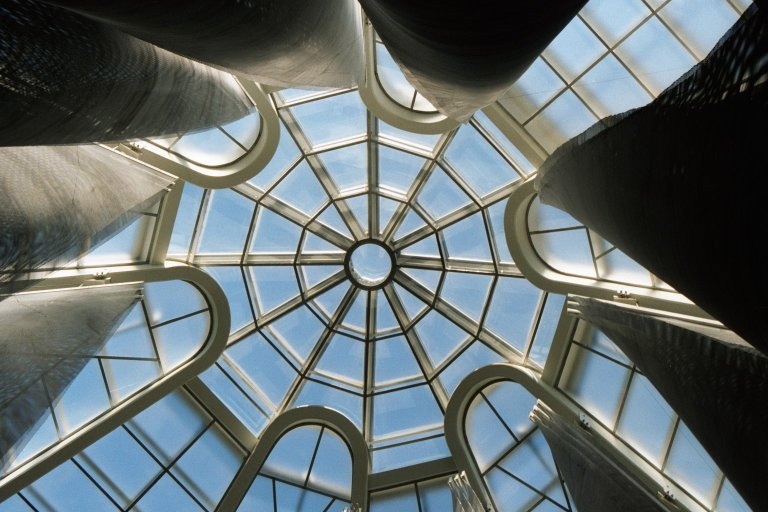
Kopule newyorského Guggenheimova muzea z žabího pohledu

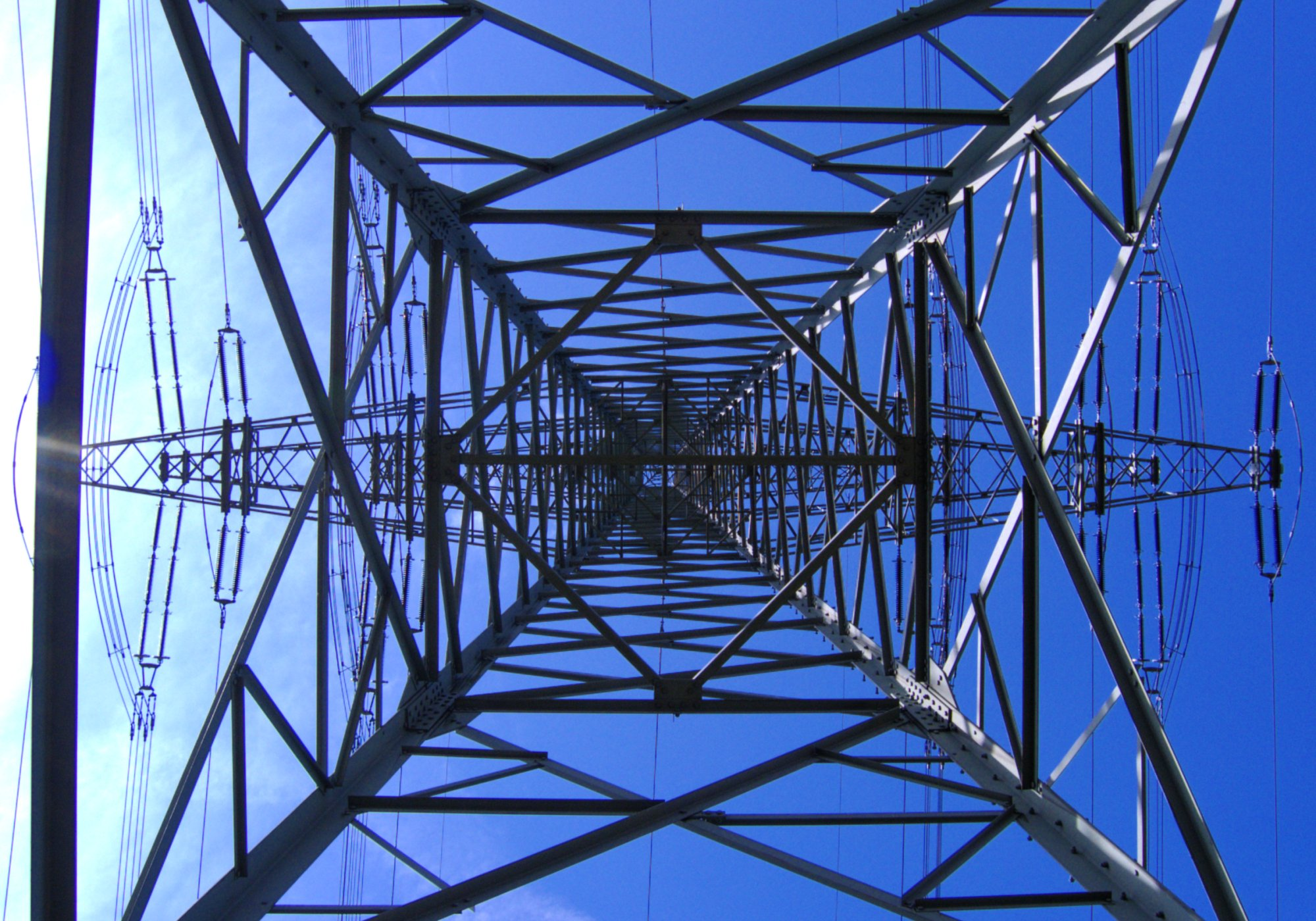
Stožár vysokého napětí netradičně z podhledu

Podhled, pohled zdola nahoru, žabí perspektiva nebo žabí pohled je pohled na objekt zdola, tak jako kdyby byl pozorovatel žábou, často využívaný například ve fotografii.

## Popis
Při fotografování z žabí perspektivy vznikne pohled známý také jako nízký úhel záběru. Vznikne snímáním velmi hluboko pod běžnou úrovní očí se vzestupnou optickou osou objektivu. Poskytuje divákovi neobvyklý, ale přesto snadno pochopitelný zorný úhel. Použití tohoto pohledu by mělo být užíváno vždy s přihlédnutím k vhodnému vizuálnímu a dramatickému efektu. V souvislosti s žabím pohledem jsou velmi často spojeny problémy s kontrastním osvětlením scény.
Podhled je významný pro fotografii v období 1918–1945 v Evropě nazvanou jako avantgardní, moderní fotografie nebo jen modernismus. Samozřejmě kromě dalších stylů jako je ptačí perspektiva (nadhled), diagonální kompozice, odvážné výřezy, objevování krásy zdánlivě neestetických a průmyslových motivů, oslava moderního života, moderní architektury a moderních výrobků. Součástí avantgardního stylu je řada uměleckých skupin a umělců, například Nová věcnost nebo výtvarná škola Bauhaus, z fotografů používali podhled například Alexandr Rodčenko, Karl Blossfeldt, László Moholy-Nagy nebo André Kertész.
| „                   | Fotografujte ze všech zorných úhlů, nejen od pupku, dokud všechny zorné úhly nedojdou uznání! Nejzajímavější zorné úhly teď směřují shora dolů a zezdola nahoru a s nimi se musí pracovat. | “ |
| — Alexandr Rodčenko | |   |

## Zajímavost
V angličtině se žabí pohled řekne worm's-eye view, což znamená pohled z úrovně očí červa.

## Galerie

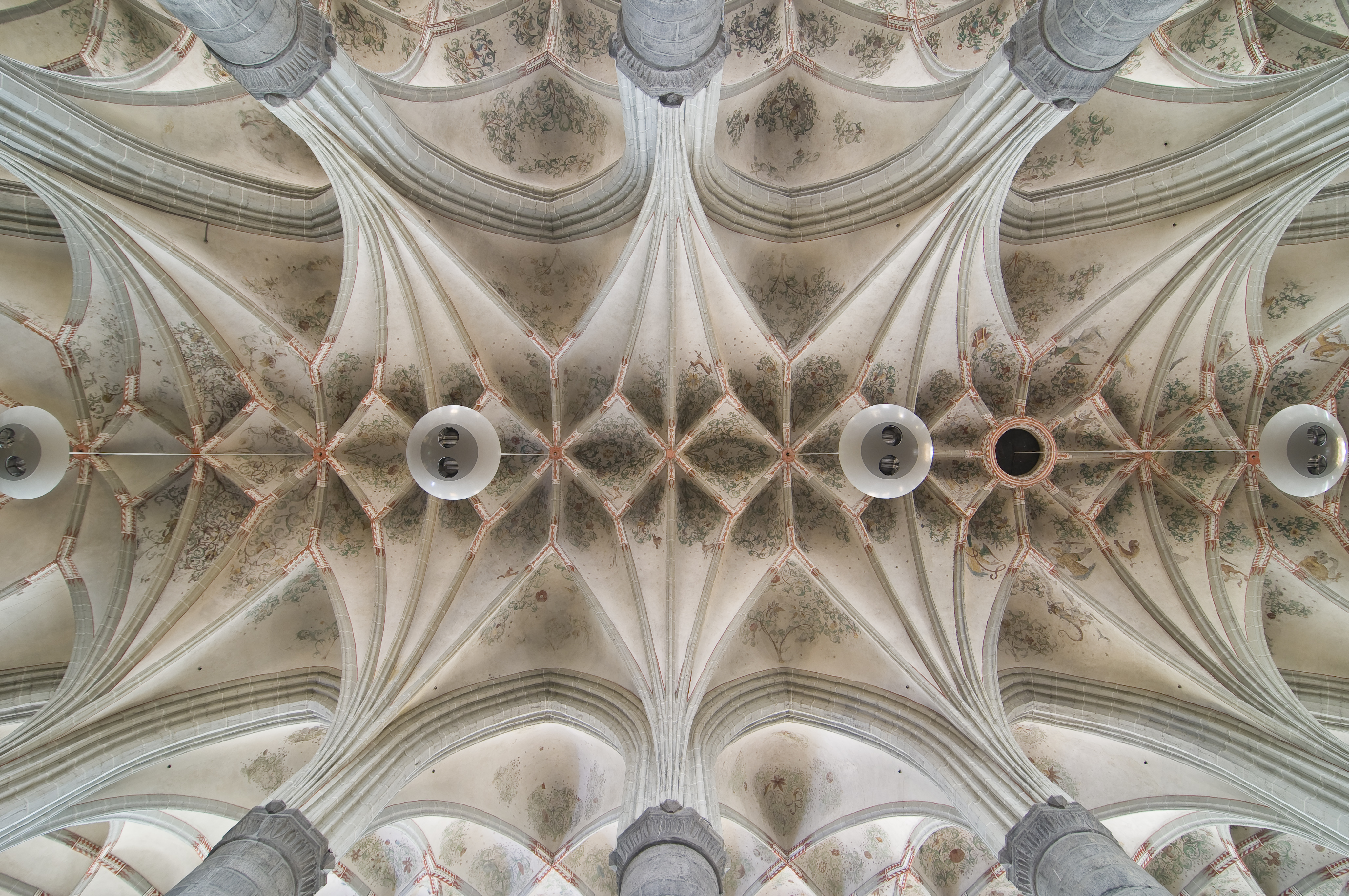
Klenba kostela Svatého Martina, Weert, Nizozemsko
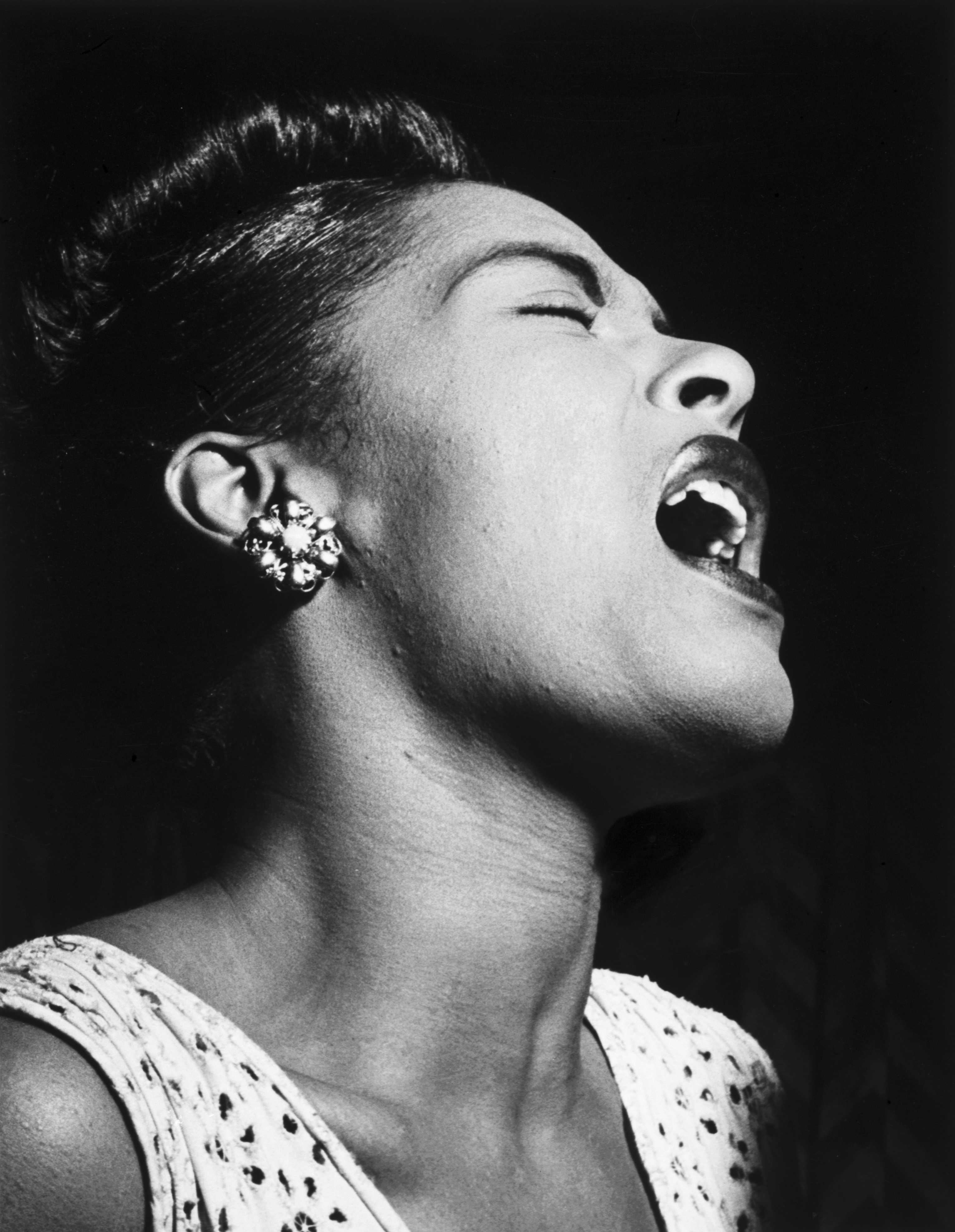
William P. Gottlieb: Billie Holiday snímek z podhledu zveřejněný v časopisu Down Beat, 1947; podhled zvýrazňuje nosní dírky
Reverend před kostelem, autor: Charles O'Rear
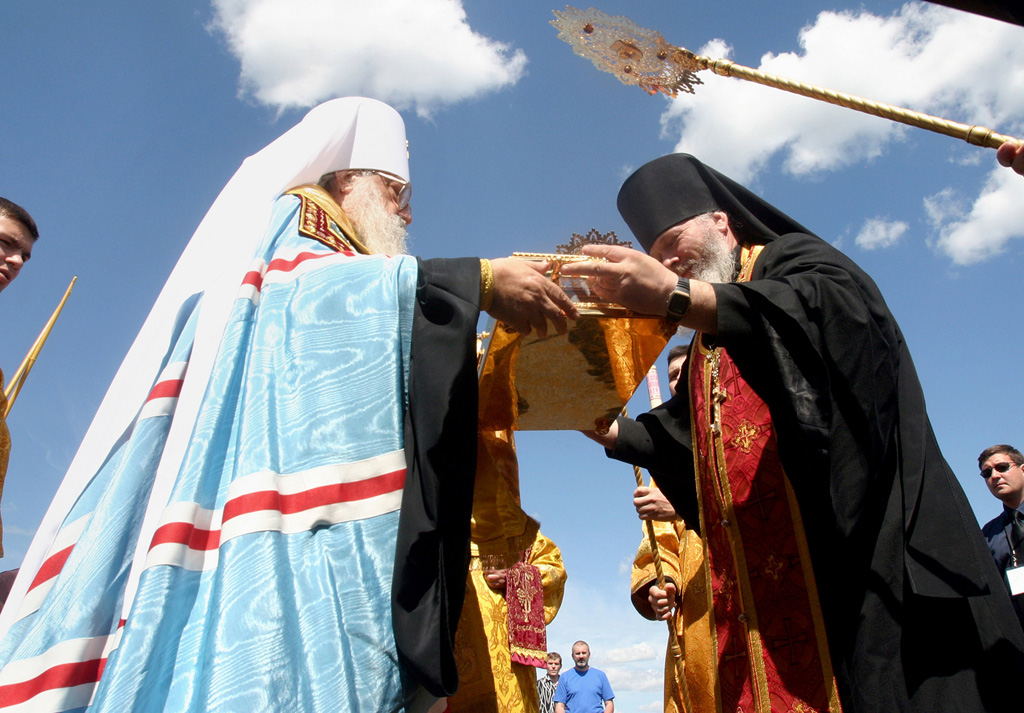
Ivan Rudnev: duchovní slavnosti v Minsku, RIAN